# 石見銀山世界遺産センター
石見銀山世界遺産センター（いわみぎんざんせかいいさんセンター）は島根県大田市の石見銀山柵内に立地する世界遺産「石見銀山遺跡とその文化的景観」の現地見学の拠点としてのガイダンス施設・資料館である。 

## 概要
世界遺産条約第5条にある条文「文化遺産及び自然遺産の保護、保存及び整備の分野における全国的、または地域的な研修センターの設置」に基づき、世界遺産「石見銀山遺跡とその文化的景観」の調査研究、資料蓄積、情報発信、保全管理活用、施設管理運営の各機能を担う拠点施設、および総合ガイダンス施設として、2007年（平成19年）10月4日にガイダンス棟、2008年（平成20年）10月20日に展示棟と収蔵体験棟が設置された。

## 施設

### 展示棟
石見銀山が世界遺産に登録された「3つの価値」と、1996年（平成8年）に始まった「石見銀山遺跡総合調査の成果」を展示テーマとする。
- 第1展示室 - 世界史に刻まれた石見銀山
- 第2展示室 石見銀山の歴史と鉱山技術
- 第3展示室 石見銀山の調査・研究
- 第4展示室 石見銀山遺跡とその文化的景観

### ガイダンス棟
- 情報コーナー
- ツアーデスク - 「大久保間歩一般公開限定ツアー」

### 収蔵体験棟
- 収蔵庫
- 遺物整理室
- 体験学習室

## 利用情報
- 開館時間 - 8：30～17：30

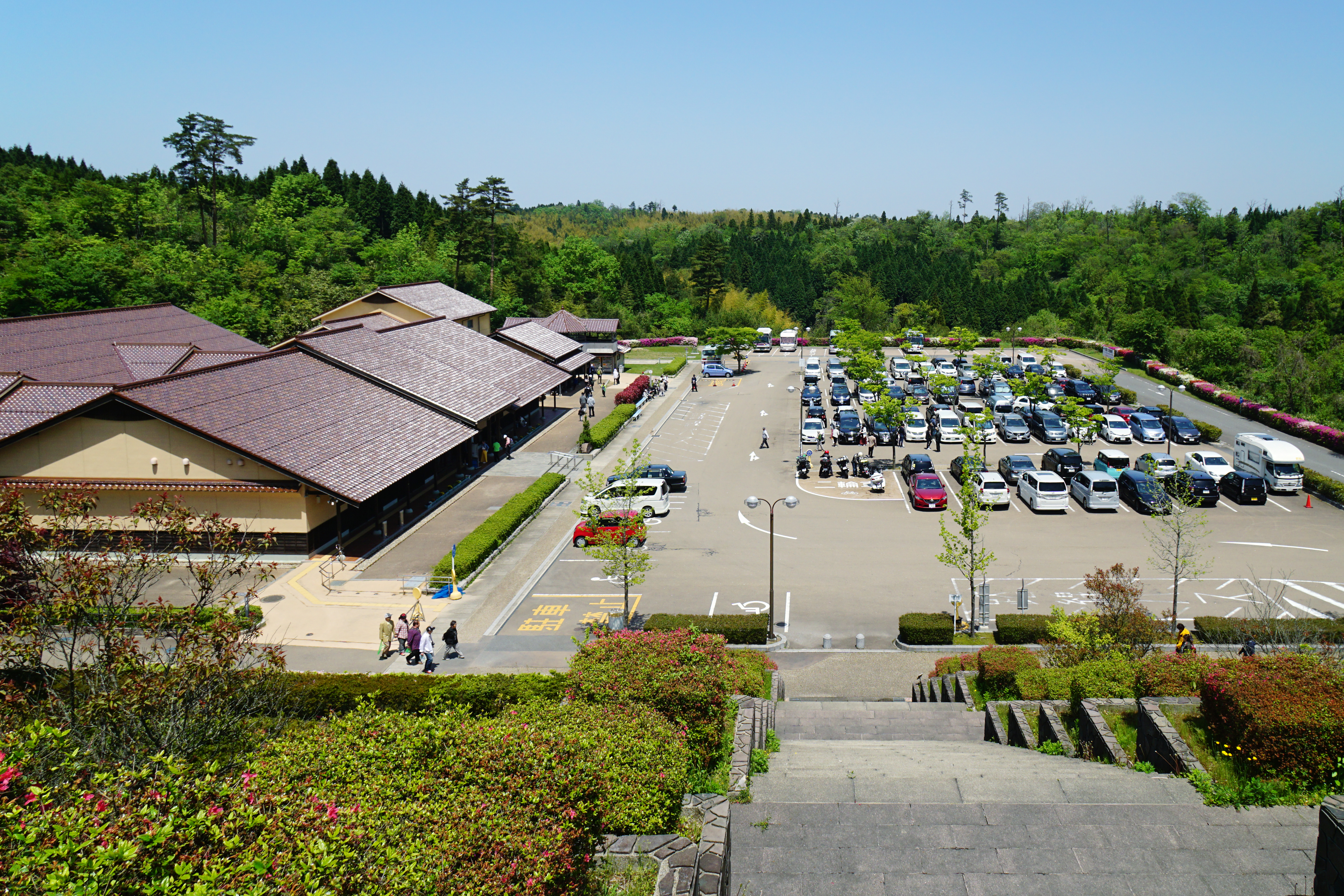
駐車場、バス停

- 展示室観覧時間 - 9：00～17：00（ 最終受付 16：30 ） ※3月～11月は30分延長
- 休館日 - 毎月最終火曜日・年末年始
- 駐車場 - 400台

## 交通アクセス
- 山陰本線 大田市駅から石見交通バスで26分、「大森代官所跡」で下車し、「世界遺産センター」行きバスに乗り換えて（直通バスもあり）7分、 終点下車、徒歩1分
- 出雲空港から出雲市駅までリムジンバスで約30分、出雲市駅からJR大田市駅まで普通列車で約40分。大田市駅より石見交通バス（大森代官所経由、世界遺産センター方面）で33分、
  - このほか仁万駅と世界遺産センター方面を結ぶバス路線もある（ただし、便数は大田市駅からのバス路線に比べて少ない）。
- 山陰自動車道出雲ICまたは江津ICより国道9号を利用。大田市の市街地から島根県道46号大田桜江線に入るルートと、仁万交差点から島根県道31号仁摩邑南線に入るルートがある。